# Episodi di Better Call Saul (prima stagione)
La prima stagione della serie televisiva Better Call Saul, composta da dieci episodi, è stata trasmessa in prima visione negli Stati Uniti d'America dall'emittente AMC dall'8 febbraio al 7 aprile 2015.
In Italia la stagione è stata pubblicata sul servizio on demand Netflix il 8 gennaio 2016.
| nº | Titolo originale    | Titolo italiano          | Prima TV USA     | Pubblicazione Italia |
| -- | ------------------- | ------------------------ | ---------------- | -------------------- |
| 1  | Uno                 | Uno                      | 8 febbraio 2015  | 6 gennaio 2016       |
| 2  | Mijo                | Mijo                     | 9 febbraio 2015  | 6 gennaio 2016       |
| 3  | Nacho               | Nacho                    | 16 febbraio 2015 | 6 gennaio 2016       |
| 4  | Hero                | Eroe                     | 23 febbraio 2015 | 6 gennaio 2016       |
| 5  | Alpine Shepherd Boy | Il pastorello delle Alpi | 2 marzo 2015     | 6 gennaio 2016       |
| 6  | Five-O              | Poliziotti               | 9 marzo 2015     | 6 gennaio 2016       |
| 7  | Bingo               | Bingo                    | 16 marzo 2015    | 6 gennaio 2016       |
| 8  | RICO                | RICO                     | 23 marzo 2015    | 6 gennaio 2016       |
| 9  | Pimento             | Pimento                  | 30 marzo 2015    | 6 gennaio 2016       |
| 10 | Marco               | Marco                    | 6 aprile 2015    | 6 gennaio 2016       |

## Uno
- Titolo originale: Uno
- Diretto da: Vince Gilligan
- Scritto da: Vince Gilligan e Peter Gould

### Trama
2010, Omaha. Dopo i fatti narrati in Breaking Bad, Saul Goodman vive sotto la falsa identità di Gene Takavic, lavorando in una pasticceria con la paura costante di essere riconosciuto. La sera, tornato a casa, ricorda nostalgicamente di quando era un avvocato di successo, guardando le vecchie videocassette con i suoi spot pubblicitari.
2002, Albuquerque. Saul si guadagna da vivere facendo l'avvocato alle prime armi con il suo vero nome: James McGill, detto Jimmy. Lo si vede, infatti, come avvocato d'ufficio di tre ragazzi imputati di aver fatto sesso con un cadavere, con buone idee di coinvolgimento della giuria, ma non ancora con un senso del lavoro totalmente sviluppato. Lavora spesso in tribunale come avvocato d'ufficio, ma sogna di essere un vero avvocato con casi più importanti, veri clienti e una paga sostanziosa. Al casello dello stesso tribunale lavora Mike Ehrmantraut, con cui Jimmy si scontra all'uscita, non avendo convalidato il parcheggio. La possibilità di rappresentare un vero cliente la trova nel caso di peculato che coinvolge i coniugi Kettleman: il tesoriere della contea e sua moglie. I tre si incontrano in una caffetteria, qui McGill cerca di convincere l'uomo dell'importanza di una rappresentanza legale, tuttavia al momento della firma del mandato la moglie convince il marito a prendersi un po' di tempo per decidere. Di ritorno al suo ufficio, uno stanzino all'interno di un centro estetico, l'avvocato si imbatte in un tentativo di truffa perpetrata ai suoi danni da due skater: i due nel tentativo di estorcergli denaro simulano un investimento, ma Jimmy si accorge subito della truffa e li fa scappare via. Arrivato in ufficio, apre la posta e straccia un assegno di 26 000 dollari intestatogli dalla HHM, importante studio legale fondato, tra gli altri, da suo fratello Chuck.
Il fratello Chuck da due anni vive da solo, senza elettricità né cellulare, preda della paranoia per i campi elettromagnetici. Jimmy si reca alla HHM e ha una discussione con gli altri soci dello studio legale: si scopre che Jimmy aveva richiesto alla HHM la liquidazione per conto del fratello dicendo che non sarebbe più tornato al lavoro e che l'assegno da 26 000 dollari rappresentava la prima tranche dei pagamenti, ma lo ha strappato perché ritenuto insufficiente. Mentre esce, vede i Kettleman parlare con Howard Hamlin, altro socio senior dello studio, e capisce che i coniugi hanno preferito rivolgersi alla HHM piuttosto che a lui. Jimmy fa visita al fratello e gli consiglia ancora una volta di lasciare per sempre lo studio legale, prendendo la propria parte di patrimonio che ammonta a milioni di dollari, ma Chuck rifiuta perché così facendo lo studio andrebbe in bancarotta e perderebbe tutti i suoi casi e clienti, e rassicura il fratello che guarirà e tornerà al lavoro. Inoltre riferisce a Jimmy che Howard è preoccupato perché il nome della sua attività legale potrebbe confondere potenziali clienti della HHM, acronimo di Hamlin Hamlin & McGill.
Frustrato dalla discussione con Chuck e di aver perso i Kettleman, rintraccia i due skater truffaldini e gli racconta del suo passato: Jimmy viveva a Cicero, in Illinois, e da ragazzo truffava le persone con dei metodi simili al loro, guadagnandosi il soprannome Slippin' Jimmy. A quel punto propone loro di fare lo stesso numero con la signora Betsy Kettleman: lui "passerà per caso" da lì, aiuterà la moglie del tesoriere sventando la truffa e ottenendo così la rappresentanza legale dei Kettleman. Tutto viene messo in atto ma non va a buon fine, dato che i due incappano in un'auto molto simile a quella della donna, che però commette un'omissione di soccorso e riparte. Avvisati telefonicamente da James del reato commesso dall'automobilista, i due inseguono la vettura fino ad arrivare davanti alla casa dove viene parcheggiata. La guidatrice è un'anziana donna messicana, che alla richiesta di denaro per il doppio "danno" commesso conduce i ragazzi in casa sua senza esitare. Poco dopo giunge davanti alla villetta anche James, che per salvare il piano andato a rotoli vuole fingersi come avvocato dei due: bussa alla porta, ma viene trascinato in casa sotto la minaccia di una pistola da Tuco Salamanca.
- Guest star: Raymond Cruz (Tuco Salamanca), Julie Ann Emery (Betsy Kettleman), Jeremy Shamos (Craig Kettleman), Míriam Colón (Mrs. Salamanca), Eileen Fogarty (Mrs. Nguyen), Steven Levine (Lars Lindholm), Daniel Spenser Levine (Cal Lindholm).
- Ascolti USA: telespettatori 6 881 000[1]

## Mijo
- Titolo originale: Mijo
- Diretto da: Michelle MacLaren
- Scritto da: Peter Gould

### Trama
I due truffatori ingaggiati da McGill per fregare la Kettleman vengono portati nella casa dell'anziana, che si rivela essere l'amorevole nonna di Tuco Salamanca, chiamato affettuosamente da lei Mijo. Quest'ultimo, capendo le cattive intenzioni dei due e offendendosi per un insulto rivolto nei confronti di sua nonna, si appresta a mandarla in camera per poi stordire i due con una stampella.
Poco dopo giunge sull'uscio della porta James, che con una pistola puntata alla testa viene trascinato all'interno della casa da Tuco. L'uomo spiega l'equivoco e Tuco si convince a lasciarlo andare con i due compari, che sono stati legati e rinchiusi in garage: appena uno dei due viene slegato, però, confessa il fatto che fosse stato James a pianificare la truffa. A questo punto Tuco, insieme ad alcuni suoi uomini, porta i tre nel deserto dove è intenzionato a farli confessare e, forse, a sbarazzarsene. L'avvocato spiega ancora il malinteso dello scambio dell'auto, così il criminale, convinto anche da Nacho Varga, uno dei suoi uomini, decide di lasciare andare lui ma di punire i ragazzi a causa del pesante insulto rivolto verso la nonna. James tira allora fuori le sue abili arti da avvocato persuasivo e convincente, trovandosi grottescamente a trattare per la vita dei due malcapitati compari. Si scende poi ad un compromesso: Tuco spezzerà le gambe ai ragazzi, una a testa. A malincuore Jimmy è costretto a osservare la brutalità di ciò che ai due viene inferto, rimanendo traumatizzato e capendo effettivamente che nella contrattazione c'è bisogno talvolta di scendere a estremi compromessi.
Profondamente scosso dalla vicenda, Jimmy passa la notte a casa di Chuck. Il mattino dopo scopre che il fratello ha notato la ricevuta di pagamento dell'ospedale per i due gemelli, e gli assicura che tirerà dritto. Jimmy decide, date le ristrettezze economiche in cui versa, di ritornare a lavorare nel tribunale locale, facendosi assegnare svariati casi (pur continuando a essere a corto di bollini per il parcheggio, cercando di fregare Mike ogni volta) e riuscendo a vincerne uno.
Poco tempo dopo, riceve nel suo "ufficio" la visita di Nacho che, ricordandosi di quanto detto da lui sul conto dei Kettleman e del caso di appropriazione indebita che li coinvolge, vorrebbe un'indicazione dall'uomo per recuperare il denaro, proponendo a Jimmy una percentuale sul furto. James rifiuta, dichiarando di non essere un criminale e anzi di voler dimenticare la spiacevolissima esperienza avuta con Tuco. Il messicano, dopo avergli lasciato un numero per contattarlo, lo avverte di come potrà modificare la sua vita iniziando con quell'aiuto, unendosi ad un mondo di cui a detta sua ormai fa parte. L'avvocato, fermo sulla sua decisione di non accettare l'offerta, guarda il criminale uscire.
- Guest star: Raymond Cruz (Tuco Salamanca), Míriam Colón (Mrs. Salamanca), Eileen Fogarty (Mrs. Nguyen), Jamie Luner (Nancy), Daniel Spenser Levine (Cal Lindholm), Stephen Levine (Lars Lindholm).
- Ascolti USA: telespettatori 3 418 000[2]

## Nacho
- Titolo originale: Nacho
- Diretto da: Terry McDonough
- Scritto da: Thomas Schnauz

### Trama
L'episodio si apre mostrando Jimmy in giovane età, in prigione a Cicero per aver defecato attraverso il tetto apribile di un'auto. Chuck, avvertito dalla madre della situazione in cui si trova il fratello, lo va a trovare da Albuquerque in veste di suo avvocato. Jimmy prega Chuck di intervenire per tirarlo fuori di prigione, promettendo di farla finita con le sue bravate criminali: Chuck accetta, ma alle sue condizioni.
Si ritorna poi al tempo analogo alle puntate precedenti. McGill, impaurito per la sorte dei Kettleman dopo le avvisaglie dategli da Nacho, contatta la sua amica/amante Kim Wexler, brillante avvocato della HHM che si sta occupando del caso Kettleman, per chiederle dettagli sul caso e sui soldi da loro sottratti dicendo di avere paura che possano essere in pericolo. Finita la chiamata l'uomo non ha ottenuto informazioni, anzi ha solo insospettito la donna, così si reca a un telefono pubblico e contatta i coniugi, falsificandosi la voce per avvertirli del pericolo. Il tesoriere e la moglie, preoccupati per ciò che gli è stato appena comunicato, vengono osservati da Nacho fermo sul suo furgone all'esterno della villetta.
Il giorno dopo James viene a sapere da Kim che la casa dei Kettleman è stata trovata a soqquadro e priva della famiglia, e l'amica gli chiede il reale motivo della telefonata della notte prima. Si pensa quindi a un'effrazione con rapimento. Scoperto ciò, James contatta Nacho componendo il numero da lui lasciatogli da un telefono pubblico, ma trova la segreteria telefonica e lascia ben più di un messaggio al criminale chiedendo di contattarlo a quel numero. Poco dopo il telefono squilla e l'avvocato risponde, udendo però solo un attimo di silenzio e la chiamata che viene interrotta. Subito dopo l'uomo viene fermato da una volante e da due detective e condotto alla stazione di polizia dove le forze dell'ordine tengono sotto chiave Nacho. Spiegano all'uomo di come egli abbia chiesto di lui come suo avvocato, dopo essere stato arrestato sotto l'accusa di una vicina di casa dei Kettleman che si era segnata la targa del suo furgone (visto fermo per due sere davanti alla villetta del tesoriere). Come ulteriore aggravante per il messicano sui sedili della sua vettura sono state trovate tracce di sangue.
James si reca da Nacho, esprimendogli in modo pacato il fatto che lui, come avvocato, possa riuscire a fargli avere la pena minima di 18 anni di carcere se alla famiglia, soprattutto ai bambini, non è stato fatto del male. Nacho nega di essere stato lui, ma di aver solo pianificato il colpo, intenzione tra l'altro espressa solo davanti a James, che secondo lui l'ha incastrato vendendosi a un'altra banda; inoltre avvisa Jimmy del fatto che se la polizia scoprirà le sue attività illegali, per lui sarà morte certa. Nacho si dimostra essere innocente e ribadisce il fatto che il sangue trovato sul furgone è quello dei due skater. James tenta senza successo di convincere i detective e Kim dell'innocenza del giovane recandosi poi con loro nella villetta dei Kettleman. Qui, nella stanza della figlioletta Jo Jo, nota che la sua inseparabile bambola è mancante, quindi dovrebbe essere la bambina ad averla, fattore che indica che la famiglia non può essere stata trascinata fuori con la forza. Jimmy pensa che i quattro abbiano inscenato il rapimento, allontanandosi per mettersi al sicuro dopo l'avvertimento e allo stesso tempo per ritornare, nel loro caso, dalla parte della ragione facendo parlare di loro come innocenti vittime. Kim gli crede e Jimmy le spiega di avere urgenza di convincere anche la polizia prima che questa indaghi a fondo su Nacho; Kim però spiega che né lei né la HHM, in quanto loro rappresentanti legali, possono chiedere alla polizia di cercare i Kettleman perché questo significherebbe incolparli, quindi Jimmy dovrà risolvere la questione da solo. Subito dopo, mentre l'uomo tenta di entrare nel parcheggio del tribunale, si trova ad avere l'ennesima litigata con il casellante Mike, che si conclude con James che perde la pazienza mettendo le mani addosso al vecchio che però reagisce, dimostrando il suo istinto aggressivo.
I detective impegnati al caso sparizione Kettleman decidono di contrattare con Mike: non denuncerà James per l'aggressione, ma quest'ultimo dovrà aiutarli per far sì che Nacho confessi la sua colpevolezza. James, adirato per il menefreghismo dei due agenti, rifiuta ed espone ancora la sua teoria sul finto rapimento venendo questa volta anche udito da Mike, che gli crede e decide di non denunciarlo. McGill, felice di aver finalmente trovato qualcuno che gli crede, parla con il vecchio che scopre essere stato un poliziotto: secondo Mike, che ricorda un caso simile che gli capitò, la famiglia può non essersi allontanata da Albuquerque, ma semplicemente essersi rintanata in un luogo lì vicino. Si ha così la prima collaborazione tra il futuro Saul e il "suo" uomo Mike. James segue il sentiero di montagna che comincia dal giardino dei Kettleman, giungendo di sera in un bosco dove trova una tenda con all'interno la famiglia. Dopo aver avvisato Kim, Jimmy fa "irruzione" nella tenda dichiarando che il loro imbroglio è stato scoperto e che se non vorranno uscire sarà la polizia a forzarli. Afferrata una delle borse della famiglia l'avvocato intima loro di uscire, ma la donna e l'uomo si rifiutano riafferrandola. Dopo una breve diatriba la borsa si strappa, rivelandone il contenuto: i soldi rubati dai due.
- Guest star: Julie Ann Emery (Betsy Kettleman), Jeremy Shamos (Craig Kettleman), Dorian Missick (Detective 1), Vincent Laresca (Detective 2).
- Ascolti USA: telespettatori 3 233 000[3]

## Eroe
- Titolo originale: Hero
- Diretto da: Colin Bucksey
- Scritto da: Gennifer Hutchison

### Trama
In giovane età, McGill mette in atto una collaborazione illegale, imbrogliando un ragazzo appena incontrato scambiando un falso Rolex per alcune centinaia di dollari e utilizzando come finta vittima un suo amico, Marco, che si è prestato a fargli da complice. Qui, per la prima volta, McGill dice all'imbrogliato di chiamarsi Saul Goodman, fattore che dimostra già un tassello precoce del puzzle psicologico e figurativo che poi in un lontano futuro lo porterà ad agire come l'avvocato che conosciamo.
Si ritorna al tempo analogo alle puntate precedenti.
Dopo aver scoperto la tenda dei Kettleman, James propone ai coniugi di sostenere la loro causa come avvocato ma i due rifiutano e preferiscono comprare il suo silenzio con una mazzetta del denaro, sbattendogli in faccia il fatto che lui è il tipo di avvocato che assumono i colpevoli, cosa che loro dicono di non essere. Ritornati in città i coniugi, James riesce a far scarcerare Nacho (che ha però intuito che sia stato lui ad avvertire i Kettleman) e decide di farsi pubblicità in proprio utilizzando i soldi con cui è stato corrotto.
Per prima cosa acquista un cartellone sopra a cui mette la sua foto pubblicizzandosi come avvocato e utilizzando il font del logo della HHM, usando il fotoritocco per assomigliare a Howard e indossando la sua stessa giacca. L'uomo fa quindi causa a Jimmy per il plagio del logo con scopo provocatorio: viene così ordinata la rimozione del cartellone.
Mentre un lavoratore messicano lo rimuove, James paga due studenti di cinematografia affinché filmino lì davanti una sua dichiarazione vittimista (che vorrà utilizzare come spot). In quel momento il lavoratore perde l'equilibrio e rimane appeso alla postazione con l'imbragatura di sicurezza: l'avvocato, senza perdersi d'animo, si precipita sulla postazione e lo salva mentre viene acclamato da tutti e ripreso dalla videocamera. Salvato l'uomo, i due si ringraziano a vicenda: il lavoratore era stato pagato da James per inscenare l'incidente così da poterlo salvare e rendersi popolare. Ora McGill viene ritenuto l'eroe moderno di Albuquerque e finisce su televisioni e giornali locali: anche alla HHM arriva la notizia del suo gesto e mentre Howard capisce subito la montatura e sembra molto infastidito, Kim è contenta per Jimmy, il quale finalmente riceve le sue prime richieste come avvocato privato.
Il giorno dopo James si reca a trovare il fratello Chuck e lo informa delle sue prime richieste di lavoro. Chuck si complimenta, ma viene insospettito dall'atteggiamento del fratello che nega di aver trovato il giornale locale di Albuquerque fuori dalla porta come ogni giorno: Jimmy infatti mente per evitare che l'uomo scopra la notizia della sua opera eroica, che verrebbe da lui riconosciuta subito come una montatura. Appena Jimmy se ne va, Chuck si lancia fuori dalla villetta combattendo con la sua fobia per rubare il giornale della vicina, ma lasciandole cinque dollari come risarcimento. Rientrato, Chuck ha la conferma del suo sospetto dalla prima pagina e sconsolato si accascia sul divano avvolto dalla sua coperta protettiva.
- Guest star: Julie Ann Emery (Betsy Kettleman), Jeremy Shamos (Craig Kettleman), Mel Rodriguez (Marco Pasternak), Eileen Fogarty (Mrs. Nguyen), Kevin Weisman (Stevie), Dawnn Lewis (Giudice), Josh Fadem (Joey Dixon), Dorian Missick (Detective 1).
- Ascolti USA: telespettatori 2 870 000[4]

## Il pastorello delle Alpi
- Titolo originale: Alpine Shepherd Boy
- Diretto da: Nicole Kassell
- Scritto da: Bradley Paul

### Trama
Chuck è accasciato sul suo divano con la coperta protettiva, quando sente bussare alla porta. È la polizia, che è stata avvertita dalla vicina del furto del giornale e dell'ambiguo comportamento dell'uomo. Egli, a causa del suo problema, non vuole aprire ai due agenti, che però si insospettiscono ancora di più dopo aver visto attraverso il vetro della porta sul retro della villetta dei materiali di sopravvivenza al chiuso, il che li porta a pensare che Chuck sia un tossicodipendente. I due fanno così un'irruzione forzata nella villa, lasciando il vecchio impaurito e usano il taser su di lui.
James sta ottenendo svariate richieste private da parte di molti clienti impressionati dalle sue "gesta eroiche". In una mattina visita un uomo intenzionato a creare uno Stato indipendente nei suoi territori, un giovane che sogna di brevettare un ambiguo gabinetto parlante e un'anziana donna che vuole dividere le sue piccole proprietà, come il modellino di un alpinista viaggiatore, tra i nipoti. Di ritorno dalla mattinata si ritira nel centro estetico orientale, dove sul retro ha il suo piccolo ufficio, insieme a Kim, che gli consiglia di dedicarsi al diritto per gli anziani, quando questa viene avvisata da Howard dell'arresto di Chuck.
McGill si precipita subito all'ospedale dove il fratello è ricoverato per lo spavento preso, e spegne tutti gli apparecchi elettronici presenti nella stanza sotto la disapprovazione dei dottori. Rinvenuto, Chuck spiega alla dottoressa che lo ha in cura della sua "malattia" iniziata da 18 mesi, che a detta sua consiste nei sintomi fisici (dolore muscolare, vista appannata, fischi alle orecchie ecc..) che i campi elettromagnetici prodotti dall'elettricità gli provocano. Per dare una dimostrazione del vero problema dell'uomo la dottoressa accende di nascosto un apparecchio elettronico posizionato sotto al letto: non appare nessun sintomo e nessun attacco fisico, e in questo modo si riesce ad avere la conferma che Chuck è affetto da un'ipocondria avanzata. Viene consigliato a James di far ricoverare il fratello in un reparto di osservazione psichiatrica, perché la sua condizione potrebbe rappresentare un pericolo per sé e per gli altri. Jimmy si convince, ma arriva Howard a dirgli che il procuratore distrettuale non concederà l'autorizzazione per il ricovero coatto di Chuck in quanto non affetto da disturbi psicologici; Jimmy capisce che Howard non vuole il ricovero di Chuck perché diventerebbe il suo custode legale e chiederebbe la liquidazione della HHM, ma decide comunque di non far ricoverare il fratello e riportarlo a casa sua. 
Una volta a casa si accorge, trovando il giornale di Albuquerque, che il fratello ha scoperto la notizia. James dice a Chuck di non preoccuparsi, avendo utilizzato questo escamotage solo per darsi una spinta iniziale. Chuck resta comunque diffidente da ciò. Nella scena seguente, McGill utilizza come sponsor dei budini distribuiti nelle case di riposo e si presenta come uomo fidato agli anziani, potenziali clienti (persone che ha capito potersi fidare di lui, a causa dell'ingenuità e del bisogno). 
Qualche sera dopo, James lascia da uomo più felice, diverso e più sicuro, il parcheggio del tribunale porgendo il suo biglietto da visita al casellante Mike. Mike lascia il posto di blocco, va a fare colazione e poi si ferma con la macchina davanti a una modesta abitazione. Qui, una donna passa in automobile e lo osserva con aria impaurita per poi proseguire nel suo tragitto. Mentre nel suo silenzio il vecchio guarda la televisione, viene risvegliato dalla sua fase di meditazione da qualcuno che bussa alla porta. L'uomo afferra per precauzione una mazza da baseball e va ad aprire. Alla porta ci sono dei poliziotti, che Mike sembra conoscere.
- Guest star: Clea DuVall (Dottoressa Cruz), Kerry Condon (Stacey Ehrmantraut), Tim Baltz (Roland Jaycox), Carol Herman (Signora Strauss), Barry Shabaka Henley (Detective Sanders), Omid Abtahi (Detective Abbasi).
- Ascolti USA: telespettatori 2 708 000[5]

## Poliziotti
- Titolo originale: Five-O
- Diretto da: Adam Bernstein
- Scritto da: Gordon Smith

### Trama
In un flashback, Mike arriva ad Albuquerque in treno da Philadelphia, e la sua nuora Stacey lo va a prendere. Prima di andarsene con lei si reca nel bagno della stazione e si toglie la camicia rivelando una fresca ferita da proiettile sulla spalla. A casa di Stacey incontra di nuovo la nipote Kaylee e dice alla nuora che rimarrà in città indefinitamente per aiutarle: la donna non è entusiasta della notizia e sembra mantenere una certa distanza. Stacey racconta a Mike di aver sentito suo marito Matt, poliziotto come il padre, parlare nervosamente al telefono di notte qualche giorno prima della sua morte e che inoltre si comportava in modo strano in quei giorni; gli chiede se la telefonata era con lui ma Mike risponde di no. Mike chiama un taxi e si fa portare da un veterinario, il Dr. Caldera, che gli cura la ferita senza fare troppe domande e gli fa sapere di potergli trovare dei lavoretti, essendo connesso con la malavita locale.
Nel presente, i detective bussanti alla porta sono ex-colleghi di Mike del dipartimento di Philadelphia a caccia del responsabile di un duplice omicidio di due poliziotti avvenuto a Philadelphia poco prima del trasferimento dell'ormai ex-poliziotto in Albuquerque. Mike in centrale si rifiuta di parlare e richiede la presenza dell'avvocato James McGill, che viene convocato. Mike gli chiede un favore per ricambiare il suo aiuto nella ricerca dei Kettleman: fingere di versare per errore del caffè sulla giacca di uno dei detective in modo che Mike possa rubargli il taccuino; James però rifiuta. I detective Abbasi e Sanders raccontano a Jimmy di Matt, ucciso in un'imboscata in cui era caduto con i colleghi Hoffman e Fensky: questi erano sopravvissuti, ma tre mesi dopo furono trovati morti. L'ipotesi dei detective è che Hoffman e Fensky fossero coinvolti in qualcosa di losco, ma non hanno piste da seguire. Mike dice di non sapere molto su di loro e di averli visti in un bar la sera del loro omicidio, ma nient'altro perché era ubriaco tutti i giorni a causa del suo dolore. Jimmy, mosso a compassione dalla storia, cambia idea: versa il caffè sulla giacca del detective e Mike gli sottrae il taccuino contenente gli appunti sul caso aperto. 
Leggendo il taccuino, Ehrmantraut scopre che i poliziotti sono stati chiamati da Stacey perché aveva saputo dell'omicidio dei due colleghi e trovato una grossa somma di denaro nel rivestimento di una valigia. Si scopre inoltre che Mike si è congedato una settimana dopo la morte di Matt mentre Stacey si è trasferita ad Albuquerque tre mesi dopo. Pensando che Matt fosse coinvolto in qualcosa di losco, la donna chiede a Mike di dirle la verità; questi si limita a urlare che suo figlio non era corrotto, prima di andarsene infuriato, sull'orlo di scoppiare a piangere.  
In un flashback di tre mesi prima, a Philadelphia, Mike entra di nascosto in un'auto di polizia, e più tardi in un bar incontra gli stessi Hoffman e Fensky avvicinandoli e sussurrando: "So che siete stati voi". Uscito dal bar ubriaco, Mike incontra i due poliziotti che lo costringono a salire sulla volante della polizia col pretesto di riaccompagnarlo a casa. Una volta in auto, conferma le sue accuse secondo cui i due agenti avrebbero ucciso suo figlio e orchestrato l'agguato perché timorosi di essere smascherati: arrivati in un luogo abbandonato, Hoffman e Fensky decidono di uccidere il vecchio e di inscenare un suicidio, ma Mike, che aveva solo finto la sbornia, li anticipa e li uccide sparando con la pistola che aveva nascosto nell'auto in precedenza, rimanendo però ferito da un colpo. 
Nel presente, Mike torna da Stacey e le racconta in lacrime la verità: lui era un poliziotto corrotto, come tutti gli agenti del suo distretto, mentre il figlio Matt era l'unico onesto fino al midollo, per questo Mike fu costretto a rivelargli la verità su di lui e lo convinse ad accettare i soldi offerti dai due colleghi corrotti in cambio della propria sicurezza, senza denunciarli agli Affari Interni. Matt, sconvolto e disgustato dalla confessione nella telefonata notturna fattagli del padre, seguì il suo consiglio, ma senza riuscire a salvarsi dai sospetti dei colleghi, che lo uccisero comunque due giorni dopo. Mike prova enorme rimorso per aver deluso il figlio, per il quale egli era sempre stato un esempio, e averlo costretto ad abbassarsi al suo livello, ma inutilmente. Infine, fa capire a Stacey di essere il responsabile dell'omicidio di Hoffman e Fensky.
- Guest star: Kerry Condon (Stacey Ehrmantraut), Barry Shabaka Henley (Detective Sanders), Omid Abtahi (Detective Abbasi), Joe DeRosa (Dr. Caldera), Billy Malone (Sergente Jack Fensky), Lane Garrison (Agente Troy Hoffman).
- Ascolti USA: telespettatori 2 573 000[6]

## Bingo
- Titolo originale: Bingo
- Diretto da: Larysa Kondracki
- Scritto da: Gennifer Hutchison

### Trama
A notte fonda, Jimmy e Mike aspettano i due detective alla stazione di polizia. Quando arrivano, Jimmy riconsegna il taccuino dicendo di averlo ritrovato nel parcheggio. Abbasi accusa Mike di averlo rubato, aggiungendo che interrogheranno Stacey il giorno dopo, e va via. Rimasto solo con l'amico Mike, il detective Sanders (sicuramente a conoscenza della verità) si scusa per il comportamento del collega più giovane, e aggiunge che se Stacey non avrà nulla da dire il caso sarà chiuso. Poi i due commentano le vicende del distretto di Philadelphia, augurandosi che arrivi nuova linfa. 
McGill è impegnato nella sua nuova specializzazione nel campo anziani, e infatti trascorre la maggior parte del suo tempo lavorativo in una casa di riposo di Albuquerque dove intrattiene i pazienti con divertenti iniziative sotto suoi sponsor. Passa regolarmente da Chuck, che sta tentando di porre fine alla sua "ipersensitività", lasciandogli degli scatoloni con la scusa di non avere spazio nel suo stanzino al centro estetico (in realtà spera che Chuck gli svolga i suoi testamenti, cosa che effettivamente accade). James sta anche per acquistare un grande studio privato ancora in arredamento, e lo mostra a un'entusiasta Kim. Le propone di diventare soci, ma lei rifiuta, avendo grandi aspettative nella HHM.
Kim intanto si trova a dover fare i conti con i capricci dei coniugi Kettleman a cui viene proposto un ottimo accordo per il loro caso: se il tesoriere si costituirà dovrà scontare una reclusione di 16 mesi, mentre se non patteggerà la condanna potrebbe essere anche di trent'anni. Negando di essere colpevoli e di possedere del denaro rubato, i due se ne vanno stizziti dalla sede e si dirigono da McGill, per dirgli che accettano l'offerta fattagli tempo prima per difenderli. L'avvocato telefona di nascosto a Kim, facendosi spiegare la situazione, dopodiché tenta di convincere i Kettleman a tornare alla HHM, ma loro rifiutano dicendo di non aver intenzione di patteggiare, volendo evitare totalmente il carcere. James è deciso a rifiutare dichiarando che questa risoluzione sarebbe impossibile, nella loro condizione. I coniugi ricordano però all'uomo che i soldi rubati dovrebbero essere tutti riconsegnati, alludendo alla mazzetta presa da Jimmy, che essendo coinvolto è costretto ad accettare.
James cerca qualsiasi soluzione possibile per difendere i due, ma non riesce ovviamente a trovare nulla. Elabora così un drastico piano: invia Mike alla casa dei Kettleman con la mazzetta di denaro rimasta, il vecchio ci spruzza sopra una sostanza fluorescente e poi posiziona il denaro sulla macchinina telecomandata del figlio dei due. Mr. Kettleman li trova dopo essere uscito a buttare la spazzatura, e dopo averli presi e mostrati alla famiglia rimprovera il figlio (pensando che facciano parte dei soldi rubati). Quando nella casa la famiglia è tutta immersa nel sonno Mike entra all'interno e, con una luce ultravioletta, trova le impronte lasciate dall'uomo (che ha assorbito il liquido lasciato sulle sue dita al tocco della mazzetta) trovando così le tracce per raggiungere il nascondiglio dei soldi rubati. Quando Mike torna all'ufficio con i soldi, McGill ci aggiunge il denaro mancante. 
La mattina dopo si presenta dai Kettleman e gli dice di aver posto fine al loro ricatto mandando il denaro al procuratore distrettuale. Betsy, infuriata, minaccia di riferire alla polizia la tangente presa da James, ma questi le fa notare che in questo caso anche lei sarà implicata, e non solo il marito. I coniugi ormai non possono fare altro che accettare l'accordo offertogli da Kim, in modo da salvaguardare il benessere dei figli. Dopo aver risolto questa grana, l'avvocato si reca nel suo nuovo ufficio in arredamento lasciandosi andare a una violenta reazione causata dalla consapevolezza di dover nuovamente ripartire da zero (per via dei 30.000 dollari della tangente che ha dovuto reintegrare al denaro rubato dai Kettleman). Mentre sta per scoppiare a piangere, riceve una telefonata da un nuovo cliente.
- Guest star: Julie Ann Emery (Betsy Kettleman), Jeremy Shamos (Craig Kettleman), Barry Shabaka Henley (Detective Sanders), Omid Abtahi (Detective Abbasi).
- Ascolti USA: telespettatori 2 669 000[7]

## RICO
- Titolo originale: RICO
- Diretto da: Colin Bucksey
- Scritto da: Gordon Smith

### Trama
L'episodio inizia con un flashback al momento in cui James, impiegato nell'ufficio postale della HHM, ottiene l'abilitazione come avvocato dopo aver studiato per corrispondenza nell'Università delle Samoa Americane, tenendo tutti all'oscuro eccetto Kim. Dopo aver rivelato a Chuck di essersi laureato in legge, gli chiede di lavorare alla HHM come avvocato. Chuck accetta, ma qualche giorno dopo Howard Hamlin avvisa Jimmy che non verrà assunto. 
Tornati al presente James continua nella visita di case di riposo alla ricerca di nuovi clienti e, mentre sta concludendo un testamento con una delle ospiti, scopre che la Sandpiper Crossing, ovvero la catena di case di riposo, truffa gli anziani facendo la cresta sugli assegni.
Tornato a casa James capisce la gravità del caso e decide di farsi aiutare dal fratello. James, in cerca dei documenti per avviare la causa, torna nella casa di riposo dove però la segretaria, preoccupata per ciò che poteva scoprire, impedisce l'ingresso a McGill che quindi formalizza una accusa alla Sandpiper. Intanto un'altra addetta della casa distrugge tutti i documenti compromettenti e li getta in un cassonetto. La sera stessa James decide di rovistare nella spazzatura alla ricerca del sacco con i documenti distrutti, riuscendoli a trovare. 
Jimmy torna a casa e Chuck lo aiuta a ricomporre i fogli, rivelando finalmente i documenti, come fatture gonfiate: entusiasta del fatto che lavorerà con il fratello, Jimmy lo abbraccia. A questo punto lo studio legale della casa di riposo, Schweikart & Cokely, si reca a casa di Chuck dove James rifiuta la proposta iniziale di 100.000 dollari per non andare in tribunale. All'improvviso Chuck ne formula un'altra da 20 milioni di dollari, ponendo un ultimatum ai rappresentanti dello studio, che quindi accettano di andare in tribunale. James rimane sbalordito dalla richiesta di Chuck e dopo che i tre se ne vanno lo rimprovera, venendo però ammonito a sua volta dal fratello: potenzialmente il caso è una class action a livello interstatale e federale, che potrebbe portare la Sandpiper a una sentenza di associazione a delinquere (in base alla legge RICO) e a un rimborso milionario. 
Nel frattempo Mike riceve una chiamata di Stacey, che ha accettato la situazione riguardo alla morte di Matt e gli chiede di stare con Kaylee mentre è al lavoro. Mike accetta subito, mettendosi a disposizione per qualunque cosa. Tornata dal lavoro, Stacey gli chiede cosa fare con i soldi di Matt dato che ha molte spese, e Mike le risponde di usarli. Tornato dal veterinario Caldera per far visitare il cane di Kaylee, Mike gli chiede se ha un lavoro per lui.
Chuck deve recuperare delle pratiche nel bagagliaio dell'auto di James e così, sovrappensiero, esce tranquillamente di casa, prende le chiavi della vettura dalla cassetta della posta (dove andavano collocati tutti gli oggetti elettronici per rispettare la "malattia" di Chuck) e fa ciò che deve fare. James esce di casa e guarda sorpreso il fratello. Quest'ultimo realizza grazie allo sguardo del fratello di essere riuscito, in modo inconsulto, a fare ciò che prima non riusciva a fare, e lascia poi cadere a terra lo scatolone.
- Guest star: Kerry Condon (Stacey Ehrmantraut), Dennis Boutsikaris (Rick Schweikart), Jillian Armenante (Paula), Joe DeRosa (Veterinario).
- Ascolti USA: telespettatori 2 872 000[8]

## Pimento
- Titolo originale: Pimento
- Diretto da: Thomas Schnauz
- Scritto da: Thomas Schnauz

### Trama
Nel giardino dell'abitazione di Chuck i due fratelli trovano un momento di relax. Ormai il contributo dato da Chuck a Jimmy diventa sempre più palese nel caso multimilionario contro la casa di cura Sandpiper Crossing, rappresentata dallo studio legale Schweikart & Cokely, una vecchia conoscenza del veterano avvocato ancora alle prese con la sua ipocondria, in fase di miglioramento.  
Dopo aver respinto in tribunale l'azione di decreto restrittivo richiesta dallo studio legale avversario, Jimmy rientra euforico a casa di Chuck, dove i due fratelli conversano su come portare avanti l'azione legale. Jimmy sembra molto convinto di poter affrontare la class action con l'aiuto del fratello, ma questi gli fa notare che è necessario un aiuto poiché il lavoro sta assumendo proporzioni incredibili, non gestibile da sole due persone, a causa delle continue "scartoffie" distrattive recapitate presso l'abitazione di Chuck dallo studio legale avversario. È a questo punto che Chuck suggerisce a Jimmy di avvalersi dell'aiuto del suo studio HHM per il bene degli anziani: Jimmy non vuole assolutamente collaborare con l'odiato avvocato Howard Hamlin per il caso da lui "creato", ma alla fine si vede costretto ad accettare il consiglio. Durante la notte, si assiste a una misteriosa telefonata con il cellulare di Jimmy fatta da Chuck (nonostante la sua ipersensitività), costretto a uscire con la sua "coperta spaziale" fuori in giardino. 
Mike Ehrmantraut è in un parcheggio, in attesa di un uomo a cui fare da guardia del corpo in occasione di uno scambio illegale: qui altri due uomini sopraggiungono. Uno dei due sembra piuttosto arrogante e strafottente, dato che accusa Mike di negligenza per non aver portato al seguito una pistola per difendere il loro uomo. All'arrivo di Pryce, un novello criminale nella vendita di farmaci sottobanco per produrre droga, Mike (con il suo solito piglio) mette fuori gioco l'arrogante, mentre l'altro se la dà a gambe; poiché l'accordo era di 500 dollari a testa, essendo rimasto solo, Mike pretende da Pryce un compenso di 1500 dollari. La scena si sposta nuovamente sui due fratelli McGill che si preparano per far visita allo studio legale HHM e Jimmy, scoprendo di avere il cellulare scarico, suppone di aver dimenticato di spegnerlo la sera precedente. Una volta arrivati allo studio, tutti i dipendenti accolgono il ritorno di Chuck con un applauso generale. Nella sala conferenze ha luogo l'incontro con tutti gli avvocati per stipulare l'accordo di collaborazione e la strategia del caso, ma inaspettatamente la situazione precipita: Hamlin comunica a Jimmy che la HHM ha deciso di prendere in carico il caso ma di non assumerlo come avvocato, pur pagandogli una consulenza esterna e garantendogli il 20% del milionario accordo finale. Nonostante le deboli proteste di Chuck, Howard è irremovibile. Questa decisione fa infuriare Jimmy, che decide di tornare di suoi passi dal momento che non si spiega perché Howard preferisca rinunciare a un caso sicuramente vincente e redditizio, piuttosto che assumerlo.  
Mike e Pryce si recano sul luogo dello scambio dove sopraggiunge uno degli uomini di Tuco Salamanca, Nacho. Lo scambio avviene con successo senza complicazioni e Mike spiega al novello Pryce che per fare il criminale è necessario "studiare", oltre al motivo per cui non ha portato con sé una pistola non necessaria: Nacho sta facendo affari all'insaputa di Tuco ed è nel suo interesse che tutto fili liscio. 
Al rientro presso il suo studio Jimmy riceve la visita di Kim, la quale (dopo una conversazione avuta con Howard quel pomeriggio) gli consiglia caldamente di accettare l'offerta; Jimmy è ancora molto nervoso e accusa la donna di stare tentando di manipolarlo su richiesta del suo capo, e l'allontana; poco dopo, la sua attenzione cade sul suo cellulare ancora scarico. La mattina dopo Chuck si sveglia e trova il fratello in soggiorno. Nel finale di puntata viene mostrata la scena madre della prima stagione: Jimmy racconta che durante la notte è riuscito a ricostruire i fatti, avendo chiamato la sua compagnia telefonica e scoperto che c'era una telefonata indirizzata a Hamlin cancellata sul suo cellulare, e Chuck era l'unico che poteva averlo chiamato e l'unica cosa che avrebbe potuto dirgli era di non assumere il fratello nella HHM; da qui si è reso conto che dietro a tutti i numerosi rifiuti di Hamlin nei suoi confronti, sin da quando aveva ottenuto l'abilitazione da avvocato, c'era l'intervento del fratello Chuck che gli aveva ostacolato la carriera. Chuck esce allo scoperto, dicendogli che non considera Jimmy un vero avvocato a causa dei suoi studi per corrispondenza, e che per lui è solo un commediante che vuole prendersi ora tutti i meriti del lavoro di avvocato, a differenza sua che si è sudato la posizione di avvocato di successo. Chuck crede che suo fratello non sia cambiato dai tempi in cui faceva truffe ed era soprannominato "Slippin' Jimmy", e che il fatto che sia diventato un avvocato rappresenti un pericolo.
Jimmy, sentendosi tradito e indignato dalle parole di Chuck, va via avvisando il fratello che d'ora in poi dovrà cavarsela da solo. Chuck cerca di fermare Jimmy, ma egli, senza degnarlo di uno sguardo, raggiunge la sua auto e parte.
- Guest star: Kerry Condon (Stacey Ehrmantraut), Dennis Boutsikaris (Rick Schweikart), Mark Proksch (Pryce), Steven Ogg (Sobchak).
- Ascolti USA: telespettatori 2 381 000[9]

## Marco
- Titolo originale: Marco
- Diretto da: Peter Gould
- Scritto da: Peter Gould

### Trama
L'episodio inizia con un flashback in cui Jimmy, dopo essere stato tirato fuori di prigione da Chuck per l'episodio del tettuccio, dice addio al suo migliore amico e partner di truffe Marco perché si trasferisce da Cicero ad Albuquerque a lavorare nell'ufficio postale della HHM, decidendo di dare finalmente una svolta alla sua vita fatta fino ad allora di malefatte e raggiri.
La narrazione ritorna al presente e Jimmy si incontra con Howard per accettare l'offerta e cedere il caso alla HHM e per ricevere i 20.000 dollari per la consulenza. Durante l'incontro, Howard (apprendendo che la vera volontà di Chuck ora è palese) rinuncia alla sua durezza e si mostra abbastanza dispiaciuto per la situazione di Jimmy, dicendo che avrebbe voluto che le cose andassero diversamente, ma che il volere di Chuck aveva prevalso. Completamente demoralizzato, durante il bingo Jimmy confessa agli anziani di una casa di riposo di quanto non sopporti il New Mexico e racconta l'episodio che lo ha portato lì: Jimmy aveva defecato nel tettuccio dell'auto di un odiato uomo di nome Chet, senza rendersi conto che i figli di quest'ultimo si trovavano sui sedili posteriori, per cui Jimmy venne accusato di atti osceni in luogo pubblico. L'avvocato, dicendo di stare ancora pagando per quel gesto, va via frustrato. 
Jimmy ritorna a Cicero, in Illinois, e incontra di nuovo il suo amico Marco nel solito bar che frequentavano. Dopo essersi rispettivamente aggiornati sulle loro vite, i due decidono di fare una delle loro truffe come ai vecchi tempi, e riescono a vendere una moneta a un uomo spacciandola per una costosa rarità numismatica. I giorni successivi, i due continuano ad attuare truffe su truffe fino a quando Jimmy, sentendo la segreteria del suo telefono, sente il bisogno di ritornare a casa per riprendere a fare l'avvocato e occuparsi degli anziani clienti. Marco però insiste e chiede di mettere in atto un ultimo colpo: quello del Rolex d'oro, e alla fine Jimmy cede alle pressioni dell'amico. Nel corso della truffa Marco viene colpito da un infarto e appena prima di morire ringrazia Jimmy per avergli fatto passare la più bella settimana della sua vita.  
Durante il funerale, Jimmy (che ha ricevuto dalla madre dell'amico un anello che porterà come ricordo) viene a sapere da Kim che il caso Sandpiper è diventato troppo grande anche per la HHM, che si è unita a uno studio di Santa Fe di nome Davis & Main: quest'ultimo ha sentito parlare molto di lui e gli ha offerto di diventare socio. Così, lasciato alle spalle il suo passato, ritorna ad Albuquerque e si dirige al tribunale per incontrare gli avvocati della Davis & Main. Ne esce però subito dopo e chiede a Mike per quale motivo abbiano restituito i soldi dei Kettleman, tempo prima, quando al tempo stesso avrebbero avuto la possibilità di tenerli per sé; aggiunge di aver capito cosa lo ha spinto a rendere il denaro e che mai più avrebbe fatto una cosa così stupida, rinunciando quindi deliberatamente a qualsiasi scrupolo morale. 
L'episodio finisce con Jimmy che, allontanandosi dal tribunale, sorride e canticchia Smoke on the Water dei Deep Purple, la stessa canzone che Marco canticchiava prima di morire. 
- Guest star: Mel Rodriguez (Marco Pasternak), Keith Kupferer (Business Man), Amy Davidson (Sabrina).
- Ascolti USA: telespettatori 2 532 000[10]